# 客卿通
客卿通（?—?），名通，姓不详，战国时期秦国的客卿。
前303年（周赧王十二年、秦昭襄王四年、楚怀王二十六年），齐国、韩国、魏国因为楚国因为叛盟，亲附秦国，于是合兵伐楚国。楚怀王派太子横作为人质，到秦国求得救援。秦国派客卿通率军救援楚国，齐、韩、魏三国联军撤退。